# Joaquín Climent
Joaquín Climent Asensio (n. Requena, Valencia; 7 de septiembre de 1958) es un actor español.

## Biografía
Hermano del piloto de rallyes Luis Climent.
Desde principios de los años 1980 ha trabajado con importantes directores de teatro español como Miguel Narros, durante su etapa en el Teatro del Arte de 1981 a 1983. Asimismo actuó sobre las tablas bajo la dirección de Adolfo Marsillach y Manuel Canseco, entre otros.
Tradicionalmente cada año forma parte del jurado del Certamen Internacional de Teatro Breve "Fundación de Requena".
Durante 2006 y 2007 compatibilizó la serie El comisario con la comedia teatral Tres versiones de la vida, de la autora Yasmina Reza. En ella compartió reparto con Silvia Marsó, que también producía el montaje, José Luis Gil, Carmen Balagué, adaptada y dirigida por Natalia Menéndez.
En mayo de 2007 Climent presentó en TV Málaga el telefilme Camping, cinta inspirada en el campamento de los trabajadores de Sintel para defender sus derechos laborales. En este film, dirigido y escrito por Lluís Arcarazo, comparte papel protagonista con María Barranco, con la que no rodaba desde el corto No se lo digas a nadie en 1985.
Grabó el 26 de octubre de 2007 su última aparición en El comisario de Telecinco.
Entre 2008 y 2009 participó en la serie Física o química en Antena 3. En ella Joaquín interpretaba a Adolfo Madrona, un exigente jefe de estudios que tiene que aceptar que su hijo entra a formar parte del profesorado. Posteriormente ha colaborado con la serie Infidels en TV3 (Televisió de Catalunya) y en 2010 se incorpora a la 6.ª temporada del serial de sobremesa Amar en tiempos revueltos en TVE-1. En 2011 vuelve a Física o química con motivo del final de la serie.
Actualmente participa en la serie La promesa interpretando el papel de Rómulo Baeza, el mayordomo.

## Filmografía

### Cine
| Año  | Título                                      | Personaje            | Dirección                          |
| ---- | ------------------------------------------- | -------------------- | ---------------------------------- |
| 1985 | No se lo digas a nadie (cortometraje)       |                      | José Luis Velasco                  |
| 1988 | Miss Caribe                                 | Cartero              | Fernando Colomo                    |
| 1988 | Amanece como puedas                         | Mario                | Antoni P. Canet                    |
| 1988 | Mujeres al borde de un ataque de nervios    | Policía Spot         | Pedro Almodóvar                    |
| 1989 | Bajarse al moro                             | Policía Joven        | Fernando Colomo                    |
| 1991 | La noche más larga                          | Asesor Instructor    | José Luis García Sánchez           |
| 1992 | La reina anónima                            | Policía 2            | Gonzalo Suárez                     |
| 1993 | Todos a la cárcel                           | Ministro             | Luis García Berlanga               |
| 1993 | Kika                                        | Asesino              | Pedro Almodóvar                    |
| 1993 | El hombre de la nevera                      | Tomás                | Vicente Tamarit                    |
| 1995 | Juego de llaves                             | Esposo               | Rafael Maluenda                    |
| 1995 | La niña de tus sueños                       | Jefe de servicio     | Jesús R. Delgado                   |
| 1995 | El niño invisible                           | Max                  | Rafael Moleón                      |
| 1996 | Best-Seller: El premio                      | Lucas                | Carlos Pérez Ferré                 |
| 1997 | El color de las nubes                       | Padre                | Mario Camus                        |
| 1997 | Eso                                         | Padre Domingo        | Fernando Colomo                    |
| 1997 | ¿De qué se ríen las mujeres?                | Santiago             | Joaquín Oristrell                  |
| 1997 | El móvil                                    | Pedro                | Pilar Tomás                        |
| 1998 | Demasiado tarde (cortometraje)              | Condenado            | Rafael Maluenda                    |
| 1999 | París Tombuctú                              | Planelles            | Luis García Berlanga               |
| 1999 | Goya en Burdeos                             | Moratín              | Carlos Saura                       |
| 2000 | Besos para todos                            | Gobernador           | Jaime Chávarri                     |
| 2000 | El otro barrio                              | Padre                | Salvador García Ruiz               |
| 2001 | Noche de reyes                              | Ernesto Cuspineda    | Miguel Bardem                      |
| 2001 | El palo                                     | Enrique              | Eva Lesmes                         |
| 2002 | Los lunes al sol                            | Rico                 | Fernando León de Aranoa            |
| 2002 | Perdidos (cortometraje)                     | Jorge                | Humberto Miró                      |
| 2003 | La suerte dormida                           | Hormaeche            | Ángeles González Sinde             |
| 2004 | Héctor                                      | Juan                 | Gracia Querejeta                   |
| 2005 | Oculto                                      | Roberto              | Antonio Hernández                  |
| 2006 | Salvador (Puig Antich)                      | Policía BPS          | Manuel Huerga                      |
| 2006 | Cámping                                     | Pedro Cañas          | Lluís Arcarazo                     |
| 2006 | Banal (cortometraje)                        | Tomás                | David Planell                      |
| 2007 | Pudor                                       | Juan Luis            | David Ulloa y Tristán Ulloa        |
| 2008 | Martina y la luna (cortometraje)            | Don Ricardo          | Javier Loarte                      |
| 2009 | Del amor y otros demonios                   | Marqués              | Hilda Hidalgo                      |
| 2010 | Morir cada día (cortometraje)               | El Padre             | Aitor Echeverría                   |
| 2010 | Balada triste de trompeta                   | Padre de familia     | Álex de la Iglesia                 |
| 2011 | Última secuencia (cortometraje)             | Don Lucio            | Arturo Ruiz Serrano y Toni Bestard |
| 2011 | La chispa de la vida                        | Javier Gándara       | Álex de la Iglesia                 |
| 2011 | 14 d'abril. Macià contra Companys           | Niceto Alcalá-Zamora | Manuel Huerga                      |
| 2013 | Y otro año, perdices                        | Luis                 | Marta Díaz de Lope Díaz            |
| 2014 | Cocote, historia de un perro (cortometraje) | Paco                 | Pacheco Iborra                     |
| 2015 | B, la película                              | Comisario            | David Ilundain                     |
| 2015 | El apóstata                                 | Padre                | Federico Veiroj                    |
| 2015 | La voz de Carmela (cortometraje)            | Carmelo              | Daniel Vázquez                     |
| 2016 | Cien años de perdón                         | El Puñetas           | Daniel Calparsoro                  |
| 2017 | El bar                                      | Andrés               | Álex de la Iglesia                 |
| 2017 | Pieles                                      | Alexis               | Eduardo Casanova                   |
| 2017 | Sonríe (cortometraje)                       | Él mismo             | Pablo Vara                         |
| 2018 | Cuando dejes de quererme                    | Antonio              | Igor Legarreta                     |
| 2018 | A pesar de todo                             | Notario              | Gabriela Tagliavini                |
| 2018 | Asesinato en la Universidad                 | Tomás                | Iñaki Peñafiel                     |
| 2021 | El sustituto                                | Barea                | Óscar Aibar                        |
| 2021 | El lodo                                     | Eusebio              | Iñaki Sánchez                      |
| 2021 | A mil kilómetros de la Navidad              | Emilio               | Álvaro Fernández Armero            |
| 2022 | Laura y el misterio del asesino inesperado  | Eugenio Ortiz        | Pablo Guerrero                     |
| 2022 | La manzana de oro                           | Carmelo              | Jaime Chávarri                     |

### Teatro
- 1981 - Seis personajes en busca de autor. Director: Miguel Narros
- 1982 - El rey Lear. Director: Miguel Narros
- 1983 - Don Juan Tenorio. Director: Miguel Narros
- 1987 - La Celestina. Director: Adolfo Marsillach
- La señorita Julia. Director: Tomás Gallo
- 1988 - El alcalde de Zalamea. Director: José Luís Alonso
- 1989 - El vergonzoso en palacio. Director: Adolfo Marsillach
- 1990 - Voces de gesta. Director: Emilio Hernández
- 1991 - El astrólogo fingido. Director: José Luis Sáiz
- 1991 - El cántaro roto. Director: Pedro M. Sánchez
- 1992 - El lunático. Director: Emilio Hernández
- 1995 - La ley de la selva. Director: Manuel Canseco
- 1996 - Las arrecogías del beaterio de Santa María Egipcíaca. Director: Vicente Genovés
- 1997 - La secretaria. Directora: María Ruiz
- 2004–2005 - Continuidad de los parques. Director: Jaime Pujol
- 2006–2006 - Tres versiones de la vida. Directora: Natalia Menéndez
- 2013 - Alma de Dios Director: Jesús Castejón
- 2013–2014 - Desclasificados Director: Pere Riera

### Televisión
| Año         | Serie                                      | Canal       | Personaje            | Notas         |
| ----------- | ------------------------------------------ | ----------- | -------------------- | ------------- |
| 1982        | Teatro                                     | La 1        |                      | 1 episodio    |
| 1983        | Don Juan Tenorio                           | La 1        |                      | 1 episodio    |
| 1985        | La huella del crimen                       | La 1        | Tertuliano           | 1 episodio    |
| 1991        | Las chicas de hoy en día                   | La 1        | Pep Francesc         | 1 episodio    |
| 1991        | El Quijote de Miguel de Cervantes          | La 1        |                      | 1 episodio    |
| 1993 - 1995 | Farmacia de guardia                        | Antena 3    | Ricardo Ventosera    | 5 episodios   |
| 1994        | La mujer de tu vida 2                      | La 1        | Policía              | 1 episodio    |
| 1994        | ¡Ay, Señor, Señor!                         | Antena 3    |                      | 2 episodios   |
| 1995        | Hermanos de leche                          | Antena 3    | 1 episodio           |               |
| 1996        | Los ladrones van a la oficina              | Antena 3    | 1 episodio           |               |
| 1997        | Turno de oficio: Diez años después         | La 1        | 1 episodio           | Chema         |
| 1997        | Blasco Ibáñez, la novela de su vida        | La 1        | Marido de Chita      | 2 episodios   |
| 1997 - 1998 | Querido maestro                            | Telecinco   | Vicente Campillo     | 39 episodios  |
| 1999        | 7 vidas                                    | Telecinco   | Esteban              | 1 episodio    |
| 1999 - 2007 | El comisario                               | Telecinco   | Pascual Moreno       | 162 episodios |
| 2008 - 2011 | Física o química                           | Antena 3    | Adolfo Madrona       | 40 episodios  |
| 2010        | El gordo                                   | Antena 3    | Tío Paco             | 2 episodios   |
| 2010        | La huella del crimen 3                     | La 1        | Blázquez             | 1 episodio    |
| 2010        | Estudio 1                                  | La 1        | Valerio              | 1 episodio    |
| 2010 - 2011 | Infidels                                   | TV3         | Esteban Fábregas     | 11 episodios  |
| 2010 - 2012 | Amar en tiempos revueltos                  | La 1        | Trino Muñoz          | 517 episodios |
| 2011        | 14 d'abril, Macià contra Companys          | TV3         | Niceto Alcalá-Zamora | TV-Movie      |
| 2013        | Amar es para siempre                       | Antena 3    | Trino Muñoz          | 1 episodio    |
| 2013        | Libres                                     | YouTube     | José Luis            | 1 episodio    |
| 2013        | Gran Reserva. El origen                    | La 1        | Dimas                | 82 episodios  |
| 2014        | Ciega a citas                              | Cuatro      | Francisco Zabaleta   | 137 episodios |
| 2014        | Hermanos                                   | Telecinco   |                      | 2 episodios   |
| 2015 - 2017 | Seis hermanas                              | La 1        | Benjamín Fuentes     | 489 episodios |
| 2019        | Vota Juan                                  | TNT España  | Luis Vallejo         | 7 episodios   |
| 2019        | Derecho a soñar                            | La 1        | Francisco Zabálburu  | 130 episodios |
| 2020        | Vamos Juan                                 | TNT España  | Luis Vallejo         | 5 episodios   |
| 2020        | Los favoritos de Midas                     | Netflix     | Comisario            | 2 episodios   |
| 2021        | #Luimelia                                  | Atresplayer | Tomás Ledesma        | 2 episodios   |
| 2021        | Ana Tramel. El juego                       | La 1        | Jordi Barver         | 5 episodios   |
| 2021 - 2022 | Venga Juan                                 | HBO Max     | Luis Vallejo         | 8 episodios   |
| 2022        | Laura y el misterio del asesino inesperado | La 1        | Eugenio Ortiz        | Telefilme     |
| 2023 - 2025 | La promesa                                 | La 1        | Rómulo Baeza         | 630 episodios |
| 2024        | Vestidas de azul                           | Atresplayer | Padre de Teresa      | 1 episodio    |

## Premios y nominaciones
- 2011 Premio mejor actor por Morir cada día en Festival Cortometrajes de Castilla y León, Aguilar de Campoo
- 2011 Premio Mejor actor por Última secuencia en el Festival de Cine de Astorga
- 2011 Premio Mejor actor por Morir cada día en el Festival de Cine de L´Alfaz del Pí
- Unión de Actores
- 2007: Nominado a la mejor interpretación masculina de reparto en televisión por El comisario.
- 2006: Nominado a la mejor interpretación masculina de reparto en televisión por El comisario.
- 2003: Premio a la mejor interpretación masculina de reparto en cine por Los lunes al sol (2007).